# Parathelges piriformis
Parathelges piriformis är en kräftdjursart som beskrevs av Clements Robert Markham1972. Parathelges piriformis ingår i släktet Parathelges och familjen Bopyridae. Inga underarter finns listade i Catalogue of Life.